# Mafioso – Im Herz der Finsternis
Mafioso – Im Herz der Finsternis (Originaltitel: Mafioso, au cœur des ténèbres) ist ein französischer Dokumentarfilm von Mosco Levi Boucault aus dem Jahr 2022, in dem die drei ehemaligen Mafiosi Giuseppe „Pino“ Marchese, Giovanni Brusca und Francesco Paolo Anzelmo über ihre Verbrechen im Auftrag der sizilianischen Cosa Nostra berichten.

## Inhalt
Francesco Paolo Anzelmo, Giovanni Brusca und Giuseppe „Pino“ Marchese: Drei einstige Mafiosi der sizilianischen Cosa Nostra berichten vor laufender Kamera von ihrem Leben in und den Verbrechen im Namen der Organisation rund um Salvatore „Totò“ Riina. Unter anderem schildern sie die Ermordung des Carabinieri-Generals Carlo Alberto dalla Chiesa, des Forensikers Paolo Giaccone und von Giuseppe Di Matteo – Sohn des Kronzeugen Santino Di Matteo.

## Hintergrund
Der von ARTE France in Kooperation mit ZEK Productions produzierte Dokumentarfilm wurde am 12. März 2022 in Frankreich erstveröffentlicht und erschien in deutscher Fassung am 20. Juni 2022 in der Arte-Mediathek und am 20. Juli 2022 im Fernsehen von Arte. Die deutsche Synchronisation entstand unter der Dialogregie von Ron Spiess durch die Synchronfirma H.D. Tonstudio GbR. Die mit den drei Mafiosi geführten Interviews entstammen den Dreharbeiten des Dokumentarfilms Corleone – Pate der Paten (Corleone: Le parrain des parrains), der ebenfalls unter der Regie von Mosco Levi Boucault entstand.